# Phumtham Wechayachai
Phumtham Wechayachai (5 de diciembre de 1953) es un político tailandés que se desempeña como primer ministro interino de Tailandia desde el 3 de julio de 2025 tras la suspensión de Paetongtarn Shinawatra. Anteriormente, del 14 al 16 de agosto de 2024, tras la destitución de Srettha Thavisin, ocupó el mismo cargo. Se desempeñó como vice primer ministro y ministro de Comercio de Tailandia en el gabinete de Srettha. 

## Trayectoria
Nació el 5 de diciembre de 1953 en el distrito de Phra Nakhon, Bangkok. Se graduó de la escuela secundaria Taweethapisek. Cursó estudios superiores y obtuvo una licenciatura en ciencias política en la Universidad de Chulalongkorn en 1975, seguida de una maestría en ciencias políticas en 1984.
Fue director ejecutivo de Shin Corporation de 1997-1998.

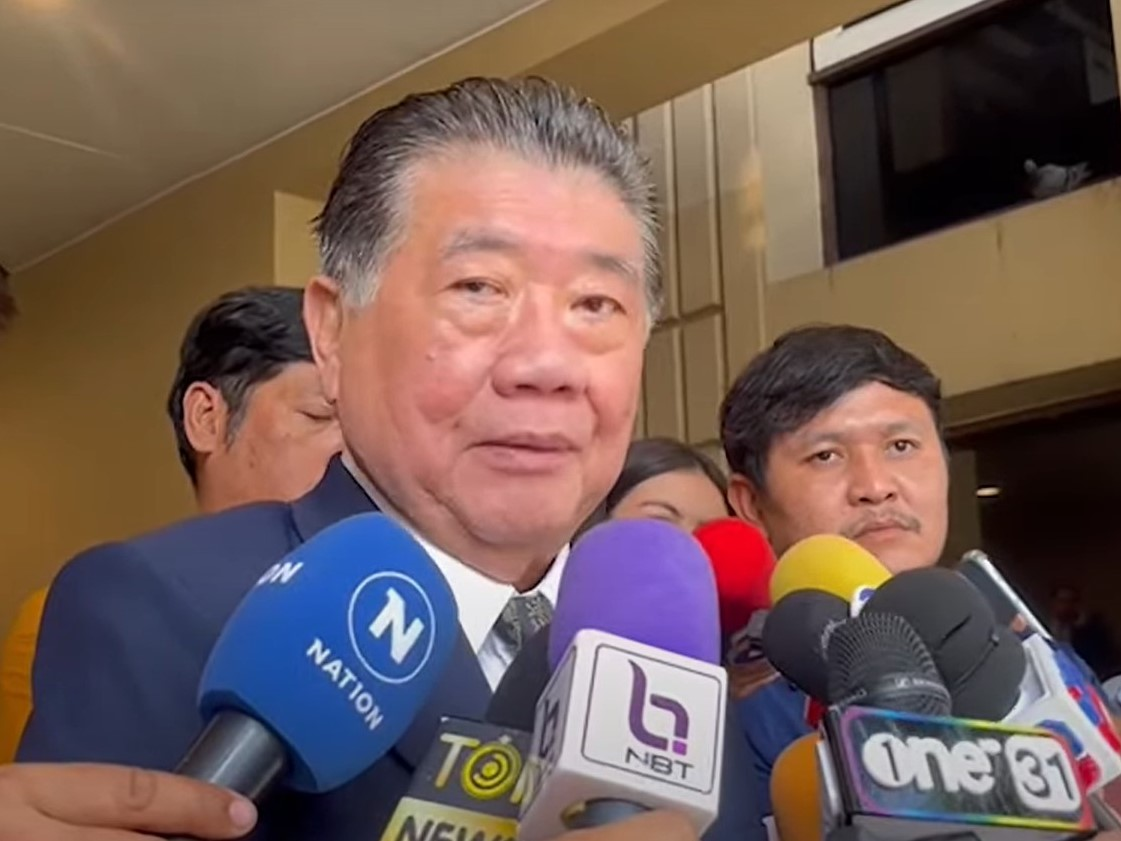
Phumtham como vice primer ministro en 2023

Fue miembro del Partido Comunista de Tailandia de 1977 a 1978. Posteriormente fue miembro del Partido Demócrata de 1978 a 1997 uniéndose a Thai Rak Thai.
Trabajó como asesor del primer ministro Thaksin Shinawatra antes de ser nombrado viceministro de Transporte en el gabinete de Thaksin II.
Tras el golpe de Estado de 2006, fue inhabilitado para ejercer cargos políticos durante cinco años. De regreso a la política, se desempeñó como secretario general y vicepresidente del Partido Pheu Thai entre 2012 y 2023.
Tras las elecciones generales tailandesas de 2023, fue nombrado vice primer ministro y ministro de Comercio del gabinete de Srettha .
El 28 de abril de 2024, fue nombrado ministro de Asuntos Exteriores interino tras la renuncia de Parnpree Bahiddha-nukara. Fue sucedido el 30 de abril por Maris Sangiampongsa. 
El 14 de agosto de 2024,  fue nombrado primer ministro interino de Tailandia tras la destitución de Srettha Thavisin por el Tribunal Constitucional.  
Tras la suspensión de Paetongtarn Shinawatra como primer ministro por el Tribunal Constitucional, que era su vice primer ministro, se convirtió en primer ministro interino.